# Distretto di San Lorenzo de Quinti
Il distretto di San Lorenzo de Quinti è uno dei trentadue distretti della provincia di Huarochirí, in Perù. Si trova nella regione di Lima e si estende su una superficie di 467,58 chilometri quadrati.
Ha per capitale la città di San Lorenzo de Quinti.